# Amleto (da Shakespeare a Laforgue)
Amleto di Carmelo Bene (da Shakespeare a Laforgue) è un film del 1978, diretto e interpretato da Carmelo Bene, ed è la versione televisiva dell'omonimo spettacolo teatrale cha ha debuttato al Teatro Metastasio di Prato l'8 ottobre 1975.

## Produzione
È stato girato nel 1977 negli studi Rai di via Teulada a Roma.

## Distribuzione
È stato trasmesso sulla Rete 2 il 22 aprile 1978.